# Angiò
L'Angiò (in francese Anjou) era una delle antiche province francesi, grossomodo corrispondente all'attuale dipartimento del Maine e Loira.
Il territorio della provincia è rimasto praticamente invariato a sud e ad ovest, mentre a nord è stato privato del territorio di Craon e della regione del castello di Céan (La Flèche), e ad est del cantone di Bourgueil.
La sua capitale è Angers. Deve il suo nome al popolo celtico degli Andecavi. L'Angiò è inoltre un'importante regione viticola della Francia.

## Storia
Intorno all'anno 800 la regione di Angers fu creata come marca ai confini con il ducato di Bretagna ("marca di Bretagna") e affidata al conte Rolando. Alla metà del IX secolo divenne la contea di Angers. Il primo conte di Angers o di Anjou (letteralmente "regione di Angers"), fu probabilmente Roberto il Forte (morto nell'866), conte di Angiò e di Blois, padre di Oddone, conte di Parigi e di Roberto I, entrambi re dei Franchi, e nonno di Ugo Capeto, capostipite dei Capetingi. Gli Annales Bertiniani ricordano che, nell'865, Luigi II di Francia aveva ottenuto di poter governare tutta la Neustria e citano Roberto il Forte come conte del marchesato d'Angiò, che presumibilmente comprendeva anche Orleans, probabilmente dall'861/862.
A Roberto succedette il figlio, Oddone, che poi divenne re dei Franchi occidentali. Quando, nell'888 Carlo il Grosso, che era anche re dei franchi occidentali, morì, Oddone, secondo l'Herimanni Aug. Chronicon assunse il potere sulla Neustria ed in Aquitania (Gallia usque ad Ligerim et in Aquitania) e Ademaro di Chabannes conferma che i Franchi, congiurando contro il giovane Carlo, elessero loro re il duca d'Aquitania, Oddone.
Nel frattempo, secondo la Historia Comitum Andegavorum, Chroniques d'Anjou, circa metà del territorio della contea era stato assegnato dal re dei Franchi a Ingelger un nobile franco che insieme ai figli, fu visconte d'Angers finché suo figlio Folco I d'Angiò non assunse il titolo di Conte d'Angiò, come risulta da due donazioni fatte da Folco, tra il 929 ed il 930, in cui si cita come conte di Angiò: il primo documento è il n° XXXIII del Cartulaire noir de la cathédrale d'Anger, ed il secondo documento è il n° CLXXVII del Cartulaire de l'abbaye de Saint-Aubin d'Angers, Tome I. In quel periodo il titolo di conte gli fu definitivamente e ufficialmente riconosciuto dal suo signore, il duca dei Franchi e conte di Parigi, Ugo il Grande, che gli attribuì tale titolo in uno dei suoi documenti.
La contea, in breve tempo, si rese indipendente sia dal duca dei Franchi, che dai re dei Franchi, e prima i Carolingi e, successivamente, i Capetingi, impegnati nelle guerre contro i Vichinghi furono incapaci di imporsi ai Conti d'Angiò; la contea si mantenne indipendente fino a che, circa 270 anni dopo, non salì al trono Filippo II di Francia.

## Confini storici

Mappa della provincia storica di Angiò in relazione alle attuali suddivisioni amministrative

Fu suddiviso dalla Loira in Angiò superiore (Haut-Anjou), a nord, e in Angiò inferiore, a sud. Comprendeva:
- Angiò superiore suddiviso dal fiume Sarthe in:

– il Baugeois (Baugé) ad est (comprendente il paese di Céans, attuale cantone di La Flèche)
– il Segréen ad ovest (comprendente Bouère e Craon)
- Angiò inferiore, suddiviso dal fiume Layon in:

– Saumurois ad est (comprendente il Bourg, attuale cantone di Montreuil-Bellay, e il Vaux, attuale cantone di Gennes)
– Mauges

## Conti d'Angiò

### Prima casa d'Angiò
- 930-942: Folco I "il Rosso", figlio di Ingelger
- 942-960: Folco II "il Buono", figlio del precedente
- 960-987: Goffredo I Grisegonelle, figlio del precedente
- 987-1040: Folco III Nerra o "il Nero", figlio del precedente
- 1040-1060: Goffredo II "Martello", figlio del precedente.

### Seconda casa d'Angiò
Il ramo maschile dei discendenti di Ingelger (prima casa d'Angiò) si esaurì con la morte di Goffredo II d'Angiò nel 1060, senza eredi. Secondo la Chronica de Gesta Consulum Andegavorum, Chroniques d'Anjou Goffredo II Martello, nel 1060, essendo ammalato, abbandonò i suoi titoli lasciandoli ai nipoti, il conte di Gâtinais, Goffredo III il Barbuto e suo fratello, Folco IV "il Rissoso" per cui la contea passò ad un ramo femminile (seconda casa d'Angiò), infatti i due successori di Goffredo II erano figli di una delle sue sorelle: Ermengarda d'Angiò (1018-1076) che aveva sposato Godfrey II († 1043/5), conte di Gâtinais:
- 1060-1068: Goffredo III "il Barbuto", nipote di Folco III Nerra o "il Nero" (morto dopo il 1096 spodestato dal fratello)
- 1068-1109: Folco IV "il Rissoso" (nato nel 1043, fratello del precedente)
- Goffredo IV Martello, figlio del precedente (morto nel 1106)
- 1109-1129: Folco V "il Giovane", figlio del precedente (nato nel 1090 circa), fu anche conte del Maine, poi anche re di Gerusalemme (dal 1131 fino alla morte), in seguito al secondo matrimonio con Melisenda, figlia del predecessore Baldovino II. Nel 1129, abdicò le due contee al figlio, Goffredo. Morì nel 1143.
- 1129-1151: Goffredo V il Bello, figlio del precedente.

Dopo Goffredo V la dinastia viene ricordata col nome di Plantageneti ed i discendenti di Goffredo V divennero Sovrani d'Inghilterra e continuarono ad annoverare la contea d'Angiò fra i loro domini fino a che, all'inizio del XIII secolo, il regno di Francia non lo riportò sotto il proprio controllo.
Dopo che, nel 1204, era tornato sotto il controllo del re di Francia, Filippo II di Francia, l'Angiò fu annesso al regno e successivamente andò in appannaggio a Jean, figlio di Luigi VIII di Francia che morì ragazzo nel 1232 senza lasciare eredi; allora passò al fratello, Carlo, la cui discendenza governò l'Angiò, per circa 250 anni (sino al 1481), prima con la dinastia capetingia (prima dinastia angioina) e, poi coi Valois (seconda dinastia angioina), che per circa trent'anni (1328-1360) furono anche re di Francia e quindi la contea annessa al regno.

## Titolo di Angiò ai principi della casa reale
In seguito il ducato di Angiò fu appannaggio di diversi principi delle casate di Valois e di Borbone, senza tuttavia che se ne originassero nuove dinastie. Furono in particolare duchi di Angiò:
- Enrico d'Angiò, futuro Enrico III (1567-1573)
- Francesco di Angiò, figlio del re Enrico II e in precedenza duca di Alençon (1555-1584).
- Gastone d'Angiò, figlio del re Enrico IV e futuro duca d'Orléans (1608-1660).
- Filippo d'Angiò, figlio del re Luigi XIII, futuro duca d'Orléans (1640-1701)
- Figli infanti del re Luigi XIV:
  - Filippo (1668-1671)
  - Luigi Francesco (1672-1672)
- Filippo d'Angiò, nipote di Luigi XIV, futuro re di Spagna con il nome di Filippo V (1700-1746)
- Luigi d'Angiò, futuro re Luigi XV
  - figlio infante di Luigi XV (1730-1733)
- Pietro d'Angiò, figlio di Giacomo d'Angiò

## Pretendenti al trono di Francia
Dopo il 1733 il titolo venne attribuito ai pretendenti legittimisti al trono di Francia:
- Giacomo di Borbone (1870-1931) duca di Madrid, discendente dal re Filippo V di Spagna
- Alfonso Carlo di Borbone (1849-1936), zio del precedente e duca di San Jaime
- Giacomo Enrico di Borbone (1908-1975), cugino del precedente e duca di Segovia
- Alfonso di Borbone (1936-1989), duca di Cadice e figlio del precedente.
- Luigi di Borbone (nato nel 1974), duca di Borbone, figlio del precedente

## Araldica
I blasoni dei primi conti non sono conosciuti. Si suppone che i blasoni della prima casa d'Angiò fossero azzurri, con capo scarlatto e bracci di granato (in realtà la parola "escarboucle" veniva utilizzata per indicare più in generale pietre e gioielli mitici, ndT) aurei in primo piano, ma la questione rimane in ambito mitico, dato che in quell'epoca i blasoni non avevano ancora carattere ereditario, collegati al cognome. D'altro canto si conoscono i blasoni di Goffredo Plantageneto, "d'azzurro, con sei leoni d'oro" raggruppati secondo lo schema 3-2-1).
La prima casata capetingia d'Angiò portava: "azzurro cosparso di gigli d'oro, con lambel (fascia con merlature scendenti verso il basso, NdT) scarlatto in primo piano". (Stemma poi adottato dal Regno di Napoli)
La seconda casata capetingia d'Angiò portava: "azzurro con tre gigli d'oro posati i file da due e uno, bordato scarlatto".
Dopo che i Plantageneti divennero re d'Inghilterra, le due case d'Angiò francesi che si sono succedute (1246-1480), portarono a partire dal 1270 un semé (lett. seminato, in araldica indica che i simboli erano sparsi regolarmente sull'area, NdT.) di gigli bordato scarlatto. Il re Carlo V sostituì le semé dei blasoni di Francia con tre fiori e, più tardi nel 1480, il suo discendente, Luigi XI, riunì definitivamente l'Angiò alla Corona. L'Angiò, conservando la sua brisure (il bordo), riprese quindi le nuove armi di Francia.

Stemma della prima casata di Angiò attestato a partire da Goffredo V Plantageneto ma forse anteriore
Stemma dei duchi d'Angiò, divenuto poi quello della provincia
Stemma dei conti d'Angiò divenuto poi quello del Regno di Napoli
Stemma della dinastia d'Angiò-Durazzo